# Biggings (Papa Stour)

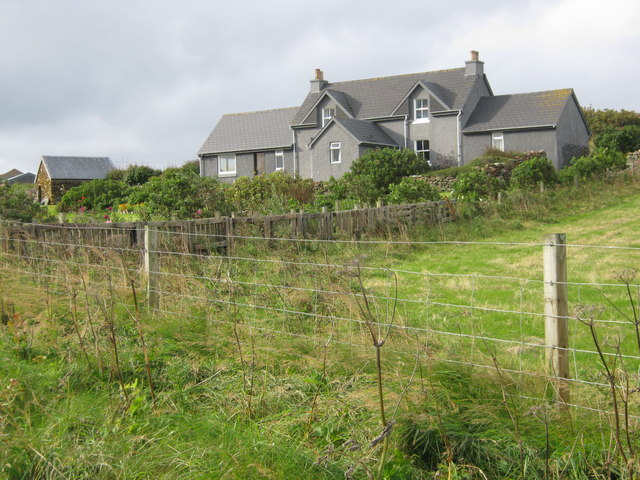
Haus in Biggins

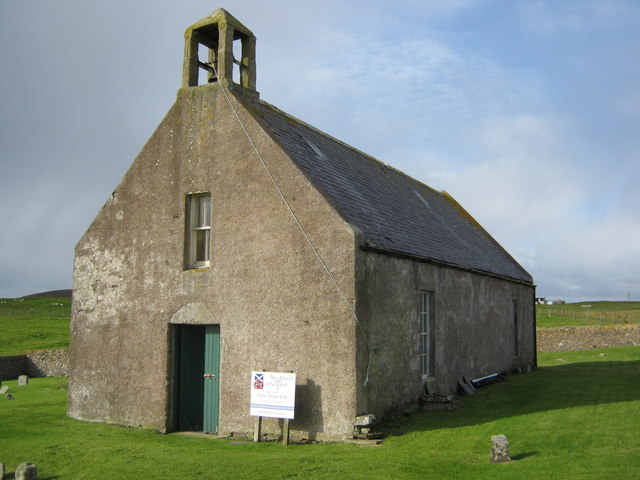
Die Kirche in Biggins

Biggings ist eine kleine Ortschaft, die in Schottland im Westen der Shetlandinseln liegt.

## Geographie
Biggings ist der einzige Ort auf der Insel Papa Stour, die vor dem äußersten Nordwesten von Mainland, der Hauptinsel der Shetlands, liegt. Die Häuser von Biggings stehen in einer etwas erhöhten Lage zwischen drei Buchten (Voe). Diese sind Hamna Voe im Westen, West Voe im Norden sowie Housa Voe im Osten.

## Historisches
Im Rahmen der historischen Gliederung Schottlands in Civil Parishes zählt Biggins zu Walls and Sandness. Die Kirche Papa Stour Kirk ist als Listed Building der Kategorie B eingestuft worden.